# 加斯帕·克里斯滕森
加斯帕·克里斯滕森（英語：Jesper Christensen，1948年5月16日—），丹麦演员，因在007系列电影中饰演怀特博士一角而知名。